# 契夫·班德
查爾斯·艾伯特·「契夫」·班德（英語：Charles Albert "Chief" Bender，1884年5月5日—1954年5月22日），為美國職棒大聯盟的投手。他曾在單一世界大賽創下3次完投的大聯盟紀錄。而他生涯一共拿下212勝127敗，防禦率2.46。
他在退休後也依然在棒球界活躍著，他曾擔任過小聯盟教練、小聯盟總教練、大學球隊總教練與大聯盟球隊的球探。1953年，班德入選名人堂。不過他在隔年去世，無緣出席獲獎典禮。

## 職業生涯

### 生涯初期
1903年，班德登上大聯盟。年僅19歲的他在菜鳥球季就投了超過200局。他的BB/9(每九局保送比)為2.17，也是少數幾位20歲以下能讓保送比維持在2.2以下的球員。而且他在這年還從賽·揚手中拿下勝投。
1905年，班德投出18勝11敗，防禦率2.83。這年運動家拿下美聯冠軍，不過卻在世界大賽輸給巨人。而班德在世界大賽投出1勝1敗，防禦率1.06的成績。
1906年至1909年，班德有三個球季達成單季15勝。1910年，球隊更是以102勝48敗闖進世界大賽。這年班德投出誇張的23勝5敗，防禦率僅1.58。他在世界大賽投出1勝1敗，防禦率1.93的成績，幫助運動家拿下隊史首冠。

### 生涯後期

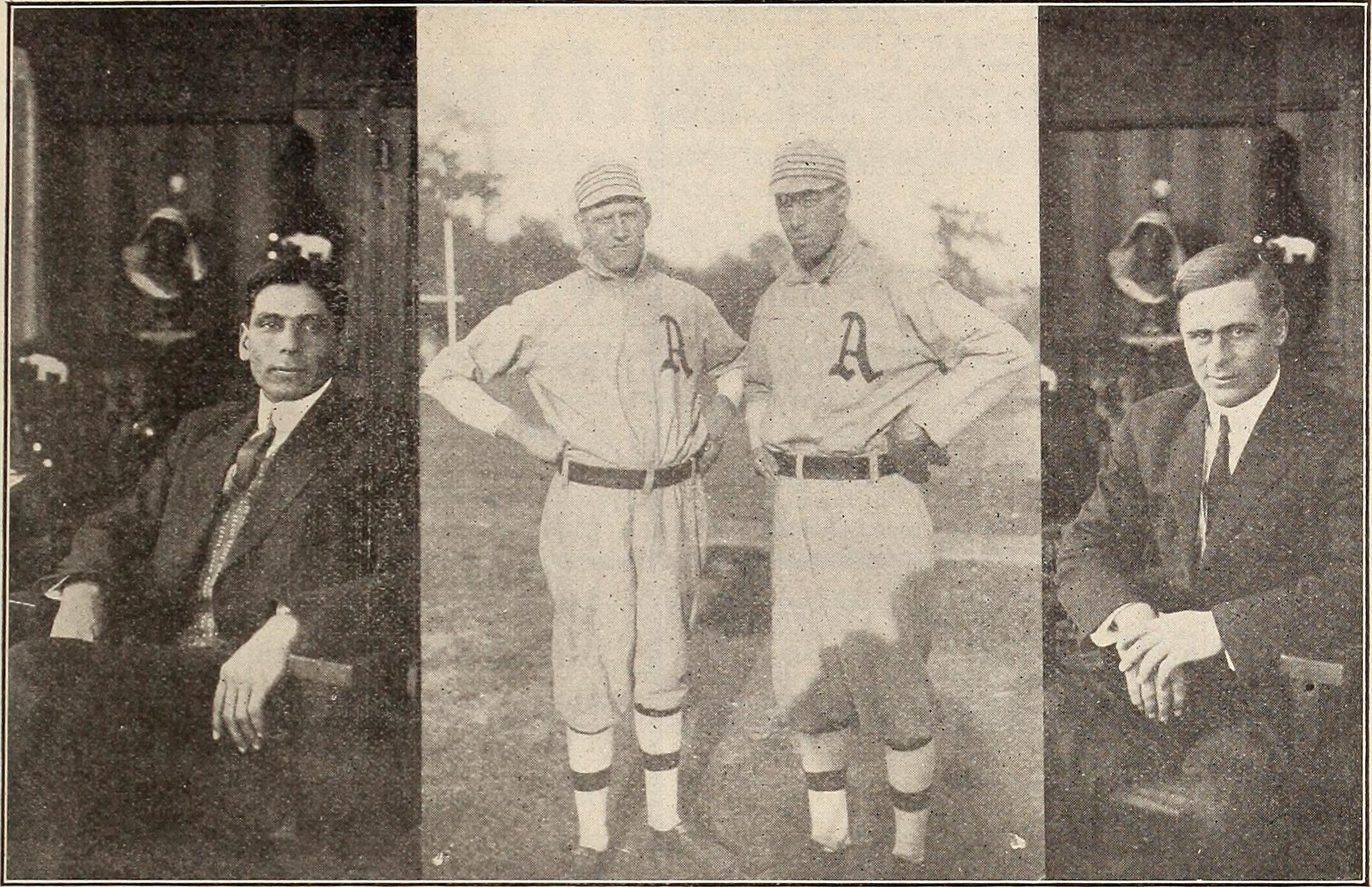
運動家隊的四位球星：班德、Cy Morgan、Jack Coombs和Rube Oldring(由左至右)。他們於譚豪瑟公司 (Thanhouser Company)出品的電影The Baseball Bug擔任演員。

1911年，他拿下17勝5敗，防禦率2.16。球隊以101勝50敗衛冕美聯冠軍，他們也在世界大賽擊敗巨人，成為美聯史上第一支衛冕世界大賽冠軍的隊伍。當時班德在第一戰輸球，不過後來他拿下2場勝利。
1912年，他拿下13勝8敗，防禦率2.74。他在球季末段因為飲酒過量而被球隊禁賽。1913年，班德強是拿下21勝10敗，防禦率2.21。運動家隊也在4年內闖進3次世界大賽。而運動家也以4勝1敗拿下冠軍，其中班德在第2場和第5場先發都拿下勝投。
1914年，他拿下17勝4敗，防禦率2.26。這年運動家在世界大賽與勇士對決，不過運動家卻意外地遭到勇士橫掃。
球季結束後，聯邦聯盟的巴爾的摩水龜隊給了班德超高薪水要求他加盟。而運動家總教練Connie Mack也深知自己留不下這名好手，只好忍痛將他交易到水龜隊。不過他到了新東家卻投出慘澹的4勝16敗，他也在球季結束後被交易至費城人。他在費城人待了兩個球季後，便離開大聯盟加入美軍服役。
1925年，41歲的班德在白襪隊出賽一場比賽，他僅投了1局就掉了2分。總計他生涯拿下212勝127敗，防禦率2.46。而他在世界大賽先發10場，其中9場比賽完投，並拿下6勝，防禦率2.44。1910年5月12日，他面對印地安人也投出了無安打比賽。
而班德的生涯打擊率也有2成12，並敲出6轟與116分打點。

### 小聯盟
1919年，班德在小聯盟投出29勝2敗。之後他繼續待了3個球季，不過他後面3年的勝場數一年比一年少，分別為25勝、13勝和8勝。
1923年和1924年，他又分別兩隻不同的小聯盟球隊投球。他分別拿下6勝3敗和6勝4敗。

### 教練生涯
1925年短暫回到大聯盟後，班德也在1924年至1928年間於美國海軍棒球隊擔任總教練。在他執教的這段期間，球隊拿下42勝34敗2和。

## 個人生活
班德平常也會與朋友去玩不定向射擊、打保齡球和高爾夫球，他認為這些運動可以順練他的動態視力，在棒球場上也可以更專注的瞄準球。而他在生涯初期也曾於沃納梅克百貨公司工作，1914年，他還開了一家運動用品店。
班德的哥哥約翰也是一名棒球選手，不過他卻是一名行為不檢的球員。1908年，他與小聯盟教練Win Clark發生爭執，約翰一氣之下居然想要刺殺Clark，他也因此被小聯盟處以禁賽3年的處分。1911年，約翰被發現陳屍在一間餐廳裡，而當時約翰正打算為回到大聯盟做準備，不過這個願望也無法實現。

## 晚年與紀念
退休後，班德在紐澤西州的哈登高地上經營一塊農地。儘管他住在費城，他仍然會空出時間去那邊耕種作物。1950年球季，班德取代米奇·寇克蘭成為運動家隊的投手教練。他也曾幫助投手鮑比·尚茨在1952年拿下美聯MVP。而班德也因為癌症造成他身體大不如前。
1954年4月中，班德病重住院。在他住院的期間，班德還請妻子每天到運動家主場看比賽，並回報當天投手的投球情況。5月22日，班德因為前列腺癌加上心臟問題而與世長辭，享年70歲。最後他被安葬在費城郊區。
班德是一名人緣很好的球員，他的前隊友Rube Bressler甚至說班德是他一生中遇過最友善的人。甚至連老虎球星泰·柯布都曾公開讚譽班德是一位球商很高的球員，而不只柯布，許多球員、裁判都一致給予班德很高的評價。而班德在球場上的敏銳度也相當高，他甚至可以聽到對方休息室裡球員討論投手球種的話語。這也導致其他球員一度認為班德會在球場上作弊偷暗號，不過最後發現這些指控都是子虛烏有。而運動家總教練Mack也看中了班德的能力，有時候會讓他在場上擔任一壘或三壘指導員。
儘管對於班德是否為滑球的發明者仍有爭論，不過現在棒球界普遍認為班德是第一位在比賽中使用滑球的球員。1912年，他就是靠著優異的滑球投出無安打以及拿下生涯212勝。
1953年，班德入選名人堂。1954年6月，大聯盟舉辦了名人堂入選典禮，不過遺憾的是班德卻在前一個月去世，無法親自到場見證自己入主古柏鎮的那一刻。

## 註記
1. ↑  他的出生年至今仍有爭議，1983年，美國棒球研究學會在選出百大棒球名人時把認為是在1883年出生的班德列入，然而他們出版的期刊卻認為他的出生年介於1883年至1885年間，而1884年是最有可能的選項。

## 延伸閱讀
- Powers-Beck, Jeffrey P. . University of Nebraska Press. 2004: 269. ISBN 978-0-8032-3745-2.

## 外部連結
- 球員資訊和成績在MLB ，ESPN，Retrosheet ，Baseball Reference ，Baseball Reference (Minors) ，Fangraphs ，The Baseball Cube （英文）

| 前任： 艾迪·喬斯 | 投出無安打比賽的投手 1910年5月12日 | 繼任： 史莫奇·喬·伍德 |